# Wehrgraben (Ortsteil, Steyr)
Wehrgraben ist eine Ortslage der Stadt Steyr in Oberösterreich.

## Geographie
Die Ortslage befindet sich nordwestlich vom Stadtzentrum, auf der linken (nördlichen) Seite des Steyrflusses, im Stadtteil Steyrdorf.
Wehrgraben umfasst die Areale um den Wehrgraben (Wehrwasser), einem alten Werkskanal, der am St.-Anna-Wehr ausgeleitet wird, und knapp oberhalb vom Zusammenfluss von Enns und Steyr wieder einmündet. Von diesem Kanal gehen zwei Überleitungsgerinne zurück zur Steyr, sodass drei getrennte Inseln entstehen. Der östlichste, altstadtnahe Teil erstreckt sich von der Direktionsbrücke bis zum Haindlmühl-Wehr der Steyr. Durch das Oberwasser getrennt liegt der mittlere Teil, flussabwärts der Schwimmschulbrücke. Hier befindet sich die Große Falle als Überleitung. Der westlichste Teil erstreckt sich aufwärts bis zum Knie der Steyr am St.-Anna-Wehr.
Die statistische Zone Wehrgraben umfasst nur den mittleren Teil, sowie die südlich am Mitterwasser (als Flussabschnitt der Steyr) anschließende Gsanginsel (Karolinental), und die kleine Fabriksinsel an der Einmündung des Gsangwassers. Nicht dazugerechnet werden die beiden anderen Teile.
|                                        |                                             | Steyrdorf                       |
| Steyr Unterhimmler Au                  | Kompassrose, die auf Nachbargemeinden zeigt |                                 |
| Christkindlsiedlung (Stt. Christkindl) | Karolinental (Eisenfeld)                    | Steyr Innere Stadt (Stt. Steyr) |

## Geschichte

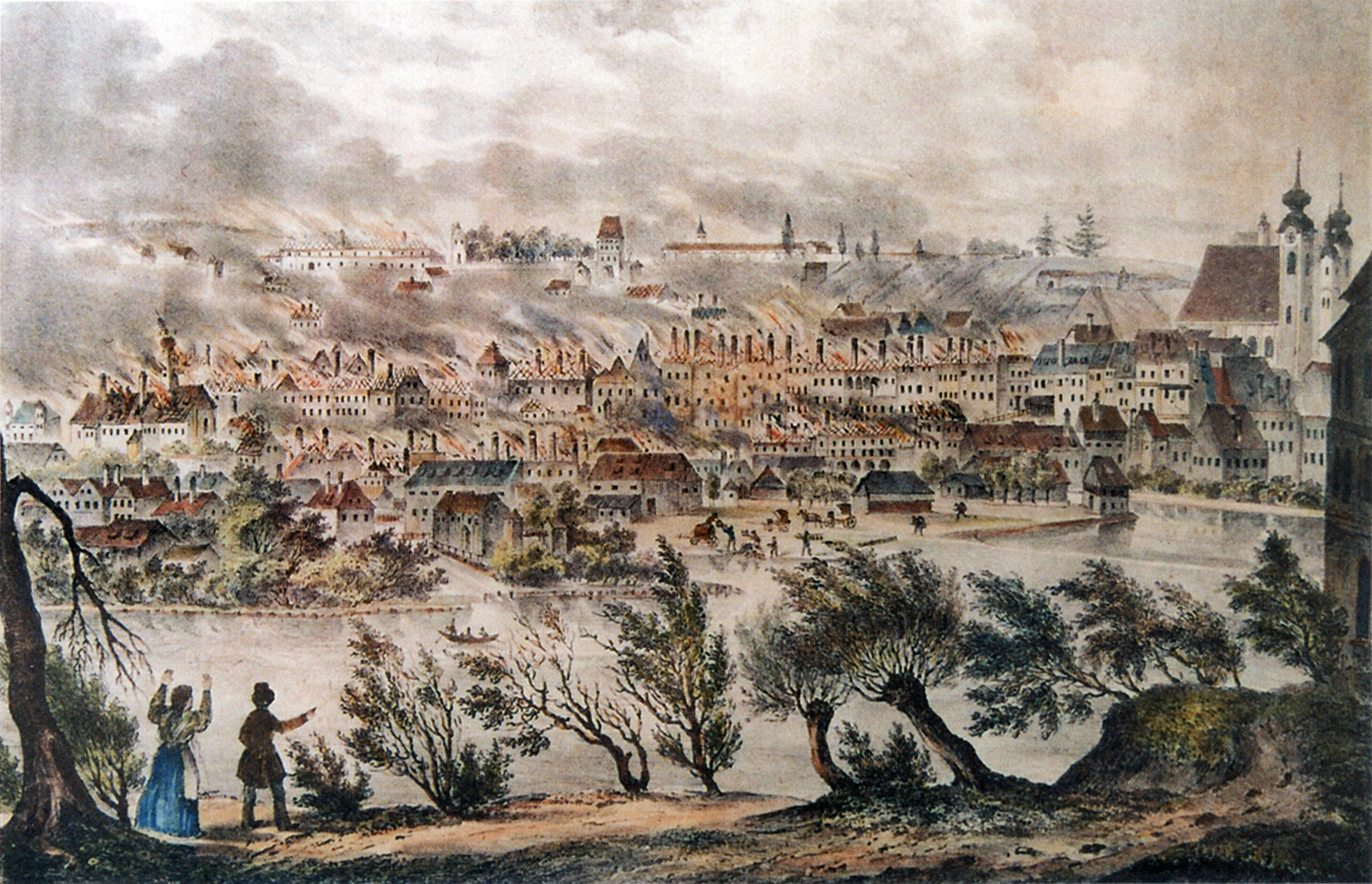
Der Brand 1842

Der Wehrgraben ist ein Teil der Stadt, der maßgeblich vom Industriellen Josef Werndl geprägt wurde.
Die stadtnahen Areale sind ein historischer Vorort, der Bei der Steyr genannt wurde. Dieser Name bezeichnete die Flussniederung beim 1478 befestigten Außersteyrdorf und dem davor liegenden, nach 1543 besiedelten Wieserfeld. Der Wehrgraben war ein für die frühe Industrialisierung notwendiger Betriebswasserkanal aus dem 13. oder spätestens 14. Jahrhundert, der zur Gewinnung mechanischer (und später elektrischer) Energie für Betriebe direkt am Wasser diente. Im 15. oder 16. Jahrhundert entstanden an äußerer Stadtmauer und Enns die Gewerbezentren Zeugstätte 2, Zeugstätte 3 und Zeugstätte 4.
Stadtauswärts, südlich von Aichet an der damals noch unbesiedelten Puffer Au nördlich der Gsanginsel, lag eine weitere alte Mühlenanlage, Zeugstätte 1 genannt.

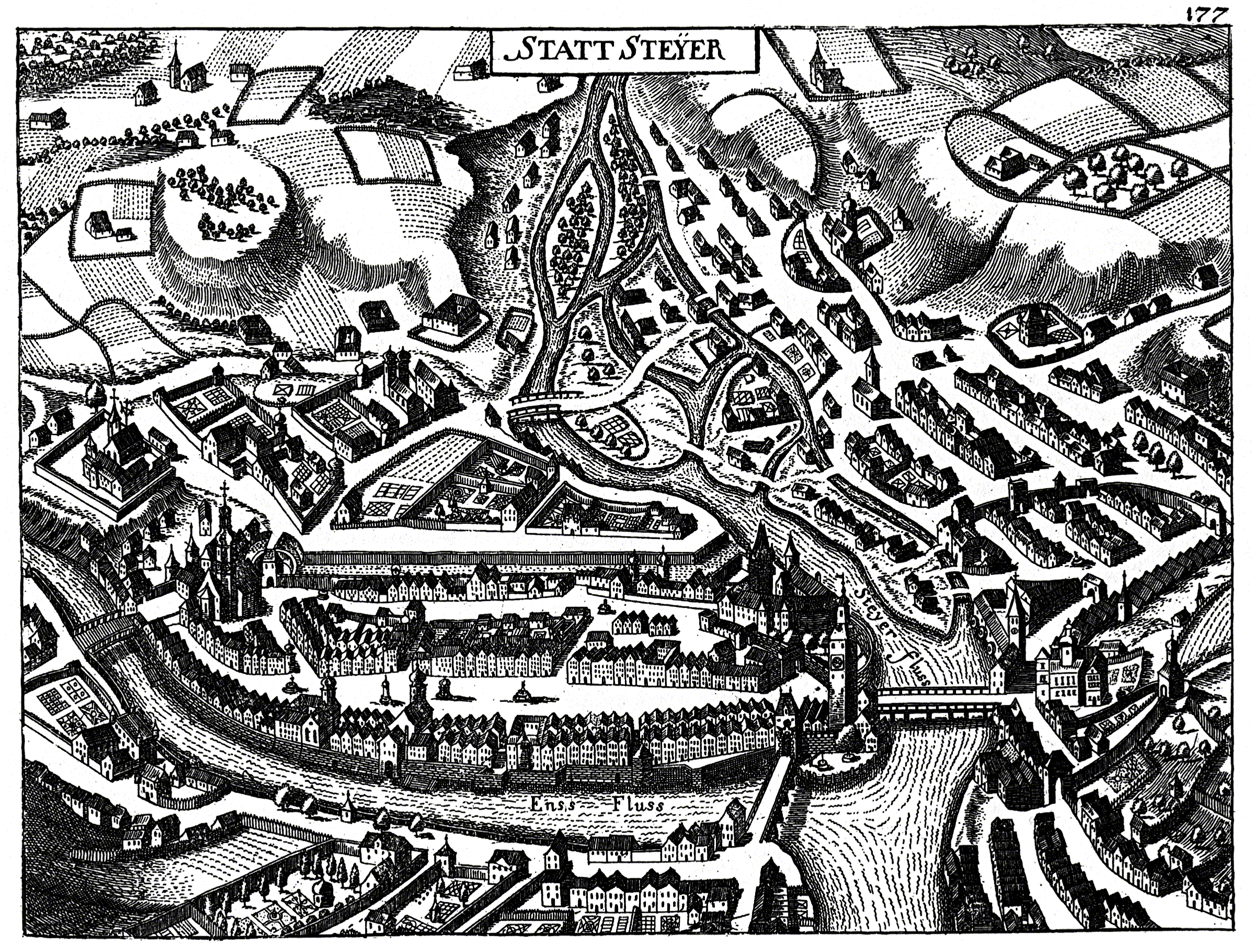
Statt Steyr (Merian/Vischer 1674), Mitte oben der Wehrgraben

Die hier ansässigen Wasserbenützer schlossen sich zur Wehrgrabenkommune zusammen, worauf der Ortsname zurückgeht, sie bekamen auf eigenen Wunsch 1529 eine strenge wasserwirtschaftliche und rechtliche Regelung von der Stadtverwaltung, die Wehrgrabenordnung, die den Umgang mit den Zeugstätten, Fludern und dem Graben und den der Betreiber untereinander wie auch Strafen für Vergehen festlegte. Diese wurde 1564 (Wehrgraben-Freiheit”), 1585 und dann wieder 1879 erneuert.
In der früheren Neuzeit befanden sich hier, teils am Standort wechselnd, unter anderem Getreidemühlen, Sägewerke, drei Papiermühlen, mehrere Hammerschmieden für Eisen und Kupfer, im frühen 19. Jahurhundert eine Gitterstickerei und eine Baumwolldruckerei (Manchesterfabrik).
In einem am 3. Mai 1842 ausgebrochenen Feuer wurde auch der Wehrgraben verwüstet. Die nach dem Brand wieder aufgebauten Häuser weisen die Stilmerkmale des Biedermeier auf.
1864 entstand hier das Gelände der ursprünglich in Oberletten bei Sierning ansässige Josef und Franz Werndl & Comp., Waffenfabrik und Sägemühle, die dann ab 1869 als Österreichische Waffenfabriks-Gesellschaft (ÖWG) das Standardgewehr der k.u.k. Armee produzierte, und mit zeitweise über 15.000 Beschäftigten die größte Waffenfabrik Europas war. Sukzessive wurden die meisten Gewerbeanlagen am Wehrgraben Teil dieser Firma. Der Firmensitz befand sich bei der heutigen Direktionsstraße. Werndl legte ab 1870 erste Siedlungen von Fabrikswohnungen in der Wehrgrabengasse an, und dann auf der Gsanginsel die große Arbeitersiedlung Eysnfeld. Sie bekam 1878 zu Ehren der verstorbenen Gattin Werndls den Namen Karolinenthal, die Gegend um die Direktion hieß Josefsthal. Werndl erschloss auch die Puffer Au, wo unter anderem das älteste Arbeiter-Freibad Europas, die Schwimmschule, entstand. 1834 umfasste Bei der Steyr 71 Häuser mit knapp 1000 Einwohnern, 1900 90 Häuser mit knapp 1500 Einwohnern.

Wehrgraben und Eisenfeld vor der Altstadt (Luftbild, 1932)

Die ÖWG (nachmalig Steyr-Werke, dann Steyr-Daimler-Puch u. a.) übersiedelte 1912/14 auf die Plattnergründe in Steyrdorf. Die Anlagen an der Wehrgrabenmündung wurden das Areal der 1875 von Josef Hack, Erfinder des Wellenschliffs, gegründeten Messer- und Stahlwarenfabrik Hack-Werke Ges. Bis ins frühe 20. Jahrhundert – Steyr war von der Weltwirtschaftskrise der Zwischenkriegszeit besonders betroffen – wurde ein Gutteil der Betriebe hier stillgelegt, die Hack-Werke bestanden als letzter Betrieb bis 1981. Die industriellen Baulichkeiten wurden teils abgerissen, einige aber einer Nachnutzung zugeführt.
1972, als das letzte Kraftwerk stillgelegt worden war, gab es Pläne seitens der Stadtverwaltung, den Wehrgraben zuzuschütten und für modernen Wohnbau zu nutzen. Es bildete sich die Bürgerinitiative „Rettet den Wehrgraben“, und 1983 wurde das Projekt endgültig verworfen.
Den in der Folge abgehaltenen Gestaltungswettbewerb gewannen die Linzer Architekten Rüdiger Stelzer und Walter Hutter. Das Land Oberösterreich richtete 1987 seine Landesausstellung „Arbeit/Mensch/Maschine“ ein, aus der das Museum Industrielle Arbeitswelt hervorging. Der Wehrgraben steht – mit insgesamt 220 Häusern – seit 1987 unter Denkmalschutz. Seit 2015 ist hier auch das Schutzensemble Steyrdorf ausgewiesen.

## Infrastruktur und Sehenswürdigkeiten
- Museum Arbeitswelt
- Fachhochschule
- Wehrgrabenschule
- Schwimmschule
- diverse alte Werksanlagen, darunter ehemalige Hack-Werke, Gsangfabrik
- historische Brücken
- Kulturverein Röda
- zahlreiche Wohn-, Bürger-, Handwerkerhäuser

Siehe auch: Liste der denkmalgeschützten Objekte in Steyr-Steyr: A–G (insb. Fabrikstraße), S–Z (insb. Wehrgrabengasse)